# La chica del tren (película)
La chica del tren (en inglés, The Girl on the Train) es una película estadounidense de drama y suspenso de 2016, dirigida por Tate Taylor, distribuida por Universal Pictures y basada en la novela homónima de Paula Hawkins. La cinta está protagonizada por Emily Blunt, Rebecca Ferguson y Haley Bennett y fue estrenada el 7 de octubre de 2016.

## Argumento
Rachel Watson (Emily Blunt) es una mujer que padece alcoholismo y que está divorciada de su marido, Tom Watson (Justin Theroux), después de descubrir que éste la engañaba con su agente, Anna Boyd (Rebecca Ferguson). Durante su matrimonio, Rachel era propensa a los apagones inducidos por la bebida, y presenta un comportamiento autodestructivo, al que se atribuye el final de su matrimonio, además del hecho de que es estéril. Comparte un apartamento con su amiga Cathy (Laura Prepon), y pasa sus días viajando en un tren; cada mañana, mientras viaja, fantasea sobre la vida de una pareja aparentemente perfecta: se trata de los vecinos de Tom, Scott (Luke Evans) y Megan Hipwell (Haley Bennett). Sin embargo una mañana es testigo, desde la ventana del tren, de un acontecimiento impactante, y se ve involucrada en el misterio que ella misma revela. Además, a menudo acecha a Tom, a Anna y a su hija recién nacida, Evie. Con el tiempo, se va revelando que Scott es agresivo y controlador, mientras que Megan es desprendida emocionalmente e infiel y tiene sexo con numerosos hombres; se cree que incluso con su psiquiatra, el doctor Kamal Abdic (Édgar Ramírez).
Un día, mientras pasa por el barrio en tren, Rachel ve a Megan besar a Abdic en su balcón y se enfurece por en lo que ella percibe como un intento de Megan de arruinar su matrimonio "perfecto". Después de un consumo excesivo de alcohol, Rachel deja el tren para hacerle frente a Megan, sólo para desmayarse y despertar horas más tarde en su apartamento, lesionada. Rachel descubre más adelante que Megan ha desaparecido y ha sido dada por muerta, y es interrogada por la sargento Riley (Allison Janney), quien sospecha que Rachel podría estar involucrada debido a su reciente comportamiento errático.
Rachel, quien pretende ser una amiga de Megan, se acerca a Scott y le habla sobre el asunto de Megan. Scott identifica a Abdic como el amante de Megan y cree que está detrás de su desaparición. Rachel hace una cita con el psiquiatra, en la que discuten sobre la problemática relación de Rachel con Tom, en particular un incidente en el que ella explota en una fiesta de la oficina y agrede a la esposa del jefe de Tom, Martha (Lisa Kudrow), lo que conlleva a que Tom sea despedido.
En un bar, Rachel reconoce a otro viajero, quien revela que él la siguió cuando se bajó del tren de la noche en que desapareció Megan y la oyó maldecir a una mujer. El viajero descubrió más tarde a Rachel inconsciente en un túnel, luego de haber sido golpeada brutalmente por una figura invisible, pero él no pudo ayudarla ya que ella se negó de manera agresiva. Rachel vuelve al túnel y recuerda haber visto a Megan con Tom y gritándole a ella antes de ser emboscada. Mientras tanto, Anna comienza a sospechar de Tom después de que la sargento Riley sugiere que él está alentando el comportamiento de Rachel por mantener contacto con ella. Anna intenta ingresar en el ordenador de Tom y, en el proceso, se encuentra con un teléfono móvil escondido, que tiene varios mensajes de voz de otra mujer con la que Tom está teniendo una aventura; tiempo después, ella comprueba que el teléfono era de Megan.
La policía descubre el cuerpo de Megan, y el forense determina que estaba embarazada, pero que el niño no era ni de Scott (el marido) ni de Abdic (el psiquiatra). Scott se convierte en un sospechoso y se enfrenta a Rachel, creyendo que está conspirando contra él, y en el proceso revela que agredió a Megan antes de su muerte. Rachel se encuentra con Martha y se disculpa por su comportamiento en la fiesta, sólo para descubrir que ella no arremetió contra nadie ni provocó tampoco que Tom fuese despedido, sino que Tom fue despedido por haber tenido sexo con algunas compañeras de trabajo. Entonces, Rachel se da cuenta de que Tom plantó falsos recuerdos en su cabeza, debido a su conducta abusiva.
Anna identifica a Megan como la mujer con la que Tom intercambiaba llamadas telefónicas y se entera de que Tom y Megan tenían una aventura. Rachel se da cuenta de que Megan estaba embarazada de Tom y que se lo confesó a Abdic, lo que lleva a Rachel a malinterpretar la situación por la naturaleza de su encuentro en el balcón. Después de dejar el tren ese día, Rachel encuentra a Tom con Megan y le grita a ella, confundiéndola por Anna. Tom luego golpea a Rachel antes de volver a Megan, quien le afirma que iba a conservar al bebé. Al darse cuenta de que esto podría exponerlo, Tom mata a Megan.
Rachel va a casa de Tom para advertir a Anna, pero ésta le revela que ya sabe de su aventura. Tom llega y Rachel lo enfrenta. Mientras Tom y Rachel discuten, Anna revela que encontró el teléfono de Megan. Tom entonces toma a Evie y, aterrada, Anna aboga porque le dé a la bebé, mientras que Rachel intenta marcar al 911. Tom toma el teléfono de Rachel y la obliga a sentarse. Ella comienza a decirle todo lo que sabe de sus malas acciones y de sus falsas acusaciones. Tom entonces deja a Rachel inconsciente con un golpe que en retrospectiva le muestra a ella cómo mató a Megan. Cuando Rachel recupera la conciencia, Tom le dice que deseaba que hubiera permanecido lejos al menos solo por esa noche. Rachel intenta salir corriendo de la casa, y agarra un sacacorchos en el camino. Tom la alcanza e intenta estrangularla, pero ella lo golpea con un paragüero e intenta escapar de nuevo. Ya fuera de la casa, Tom atrapa nuevamente a Rachel, pero esta vez ella lo apuñala en el cuello con el sacacorchos, mientras Anna observa todo desde la ventana. Anna luego sale de la casa e introduce aún más el sacacorchos en el cuello de Tom, con lo que éste finalmente muere.
Rachel y Anna llegan a un acuerdo y, por separado, confirman a la policía que Rachel mató a Tom en defensa propia, después de que él reveló ser el asesino de Megan. Un año más tarde, Rachel se ha vuelto sobria, ha encontrado un nuevo trabajo y ahora, en el mismo trayecto del tren, se sienta ya en otro asiento (ya no en la ventana de siempre), para dejar atrás el pasado.

## Reparto
- Emily Blunt[4] como Rachel Watson.
- Rebecca Ferguson como Anna Boyd.
- Haley Bennett como Megan Hipwell.
- Justin Theroux como Tom Watson.
- Luke Evans como Scott Hipwell.
- Allison Janney como la sargento Riley.
- Édgar Ramírez como el doctor Kamal Abdic.
- Lisa Kudrow como Martha.
- Laura Prepon como Cathy.
- Darren Goldstein como el hombre del tren.

## Producción
El 24 de marzo de 2015, DreamWorks adquirió los derechos cinematográficos de la novela La chica del tren, de Paula Hawkins. Marc E. Platt sería el productor, a través de Marc Platt Productions. Erin Cressida Wilson comenzó a escribir el guion de la película y el 21 de mayo del 2015, DreamWorks consiguió la colaboración de Tate Taylor para dirigirla. 

### Reparto
El 4 de junio del 2015, The Wrap informó que Emily Blunt era una de las candidatas para el papel protagónico en la película. Otra opción para el protagónico era Kate Mara, pero más tarde se confirmó a Emily Blunt. En julio de 2015, la autora del libro, Paula Hawkins, dijo a The Sunday Times que la película se había trasladado de Londres al norte del estado de Nueva York. El 18 de agosto de 2015, Deadline.com informó que Rebecca Ferguson había sido confirmada para el papel de Anna. El 24 de agosto de 2015, Haley Bennett se añadió al reparto para interpretar a Megan. El 21 de septiembre de 2015, se informó que Jared Leto y Chris Evans estaban en conversaciones para unirse a la película: Chris Evans para el papel de Tom, el exmarido de Rachel, y Jared Leto como el marido de la vecina. El 22 de octubre de 2015, Edgar Ramírez se unió a la película para interpretar al doctor Kamal Abdic. El 27 de octubre de 2015, se reveló que Justin Theroux interpretaría a Tom, rol previamente reservado para Chris Evans, quien salió de la película debido a problemas personales. El 28 de octubre de 2015, Variety informó que Allison Janney se había unido al elenco de la película para interpretar a una detective de la policía. El 3 de noviembre de 2015, Lisa Kudrow se sumó a la película para interpretar a Martha, una antigua compañera de trabajo de Tom. El 4 de noviembre de 2015, The Hollywood Reporter confirmó que Luke Evans había reemplazado a Jared Leto, quien salió de la película debido a un problema de programación. El 7 de enero de 2016, se anunció que Laura Prepon se había unido al reparto para interpretar el papel de Cathy, amiga de Rachel.

### Rodaje
La película comenzó a rodarse el 4 de noviembre de 2015, en la ciudad de Nueva York. A finales de noviembre de 2015, el rodaje también tuvo lugar en White Plains, en Hastings-on-Hudson y en Irvington, todas localidades del estado de Nueva York. El rodaje terminó el 30 de enero de 2016.

### Estreno
En noviembre de 2015, Walt Disney Studios Motion Pictures programó la película para ser estrenada el 7 de octubre de 2016. La cinta fue parte del acuerdo de distribución de DreamWorks con los estudios de Walt Disney, que comenzó en 2009. Sin embargo, DreamWorks y The Walt Disney Company no renovaron su acuerdo de distribución, y en diciembre de 2015, Universal Pictures adquirió los derechos de distribución de la película, como parte de su nuevo acuerdo de distribución con DreamWorks. Más tarde, Universal Pictures dijo que la fecha de estreno del 7 de octubre de 2016 se mantendría.

## Recepción
La película recibió críticas mixtas de parte de la crítica profesional y de la audiencia. En el portal de Internet Rotten Tomatoes, recibió una aprobación del 74%, basada en 175 reseñas, con una puntuación de 7.4/10 por parte de la crítica, mientras que de parte de la audiencia obtuvo una aprobación del 88%.
El sitio web Metacritic le ha dado a la película una puntuación de 78 sobre 100, basada en 47 críticas, indicando "reseñas favorables". La audiencia de CinemaScore le ha dado una puntuación de "A" en una escala de A+ a F, mientras que en el sitio web IMDb los usuarios le dieron una puntuación de 6.5/10, con base en más de 190.000 votos.